# 朴泰夏
朴 泰夏（パク テハ、朝: 박태하）は、大韓民国の元サッカー選手、現サッカー指導者。元大韓民国代表。選手時代のポジションはMF。

## クラブ歴
大邱大学校出身で、1991年に浦項スティーラースに入団。10年の在籍中にKリーグ、韓国リーグカップ、韓国FAカップの全ての国内タイトル及び、アジアクラブ選手権の国際タイトルも獲得した。

## 代表歴
1992年から1999年にかけて大韓民国代表として出場した。

## 監督歴
引退後は浦項スティーラースで指導者の道を歩み始めると、2007年に韓国代表のコーチに就任。2011年に趙廣來監督が解任されたタイミングで同時に解任された。2012年にはFCソウルで崔龍洙監督の下コーチを務めKリーグ制覇に貢献したが、翌年以降は雇用されなかった。
2014年12月5日に中国サッカー・乙級リーグに降格する予定の延辺長白山の監督に就任した。しかし、広東日之泉、成都天誠の2クラブが解散したため降格を免れた。そして就任1年で中国サッカー・超級リーグへの昇格を決め、同年の甲級最優秀監督賞を受賞した。

## タイトル

### 選手

#### クラブ
浦項スティーラース
- Kリーグ: 1992
- 韓国リーグカップ: 1993
- 韓国FAカップ: 1996
- アジアクラブ選手権: 1997, 1998

#### 個人
- Kリーグベストイレブン: 1992

### 監督

#### クラブ
延辺長白山
- 中国サッカー・甲級リーグ: 2015

#### 個人
- 中国サッカー・甲級リーグ最優秀監督賞: 2015